# Sallneck
Sallneck é uma vila da Alemanha, localizada no distrito de Lörrach, região administrativa de Freiburg, estado de Baden-Württemberg. Foi município até 1 de janeiro de 2009, quando foi agrupado com os municípios de Bürchau, Elbenschwand, Neuenweg, Raich, Tegernau, Wies e Wieslet para formar o novo município de Kleines Wiesental.